# Średnica

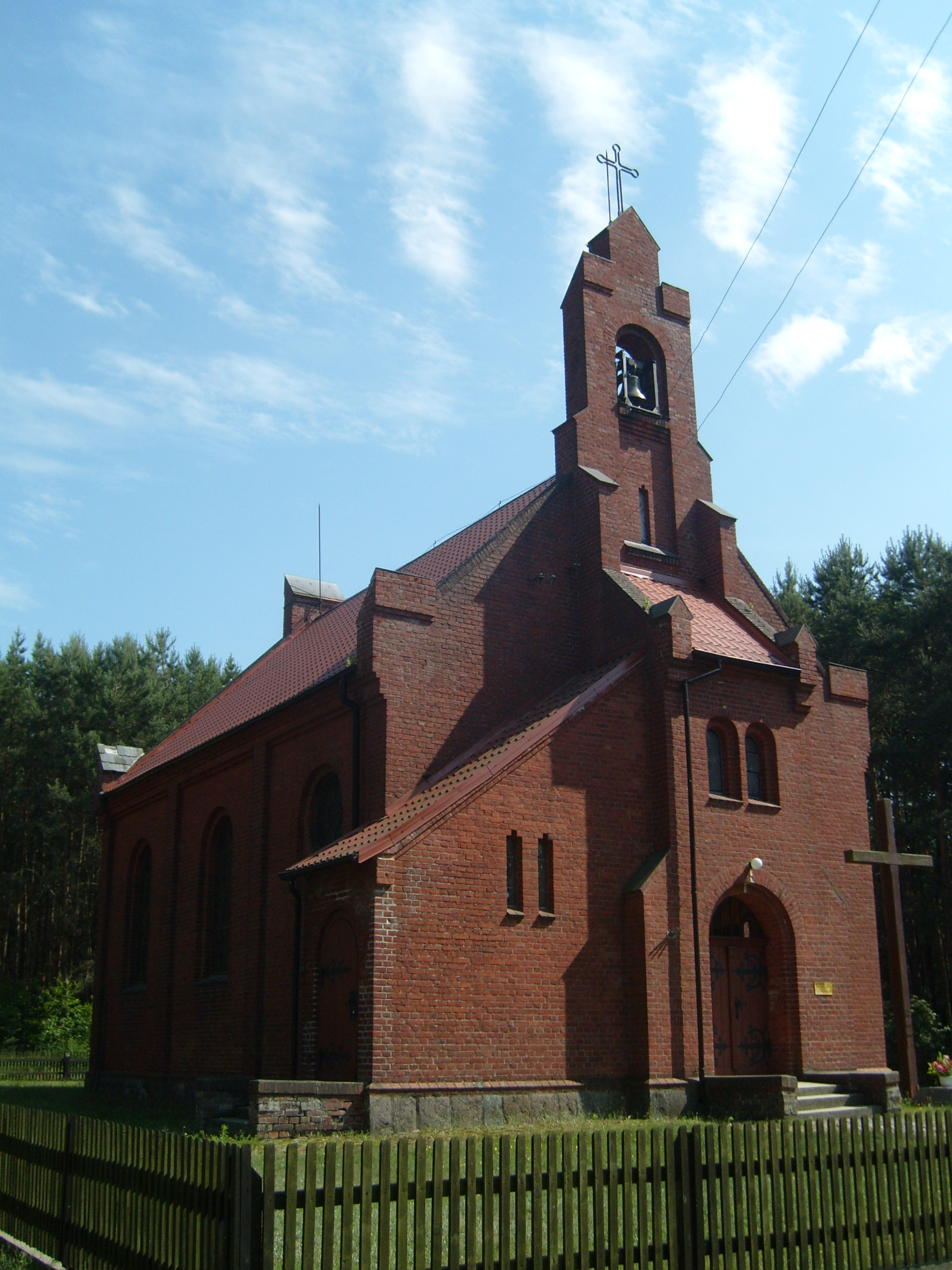
Kirche von Średnica.

Średnica [ɕrɛdˈnit͡sa] (deutsch Marienbusch) ist ein Dorf in der Gmina Czarnków, in der polnischen Woiwodschaft Großpolen. Es liegt 16 km westlich von Czarnków (Czarnikau) und 71 km nordwestlich von Poznań. 2011 hatte das Dorf 235 Einwohner.